# Monsanto
La compañía Monsanto (Monsanto Company) fue una empresa multinacional estadounidense cotizada en bolsa productora de agroquímicos y biotecnología destinados a la agricultura. La sede de la corporación se encontraba en Creve Coeur, San Luis, en el estado de Misuri. Fue líder mundial en ingeniería genética de semillas y en la producción de herbicidas, el más famoso de ellos es el glifosato, comercializado bajo la marca Roundup. En septiembre de 2016, Monsanto anunció la aceptación de la oferta de compra de Bayer, valorada en 66.000 millones de dólares, lo que supuso la pérdida de su independencia tras más de un siglo de historia y la formación de un gigante agroquímico.
Fundada en 1901 por John Francis Queeny, Monsanto producía en un principio aditivos alimentarios como la sacarina y la vainillina; en la década de 1920 ya producía numerosos productos químicos industriales como ácido sulfúrico y PCB y en la década de 1940 se había convertido en un importante productor de plásticos, incluyendo poliestireno y fibras sintéticas. Monsanto consiguió logros notables en el campo de la industria química y sus científicos estaban a la vanguardia de la investigación en hidrogenación asimétrica catalítica; la compañía fue la primera en producir en masa diodos emisores de luz (LED). La compañía también fabricó productos polémicos como el insecticida DDT, los PCB, la somatotropina bovina recombinada y el agente naranja, utilizado en la guerra de Vietnam por Estados Unidos y responsable de la muerte de cientos de miles de personas y de la destrucción o daño de millones de hectáreas de selva y cultivos.
Monsanto fue pionero en la modificación genética de células vegetales, y uno de los cuatro grupos que anunciaron la introducción de genes en plantas en 1983; también fue uno de los primeros en realizar ensayos de campos de cultivo modificados genéticamente en 1987. Continuó siendo una de las diez mayores empresas químicas estadounidenses hasta que se deshizo de la mayor parte de estas compañías entre 1997 y 2002 a través de un proceso de fusiones y escisiones que enfocaron a la empresa hacia la biotecnología.
La compañía fue una de las primeras en aplicar modelos de negocio de la industria biotecnológica a la agricultura y en introducir el uso de técnicas desarrolladas por la empresa Genentech y otras compañías farmacéuticas y biotecnológicas a finales de la década de 1970, en California. En este modelo de negocio, las empresas invierten mucho en investigación y desarrollo, para después amortizar los gastos y generar beneficios gracias a la utilización y aplicación de las «patentes biológicas» derivadas de la investigación. La apuesta de Monsanto por este nuevo modelo de desarrollo agrícola, junto con su ambición de crear un sistema global y uniforme que le asegure sus derechos de mejora vegetal desde la década de 1980 le han generado numerosos conflictos con agricultores, cuya práctica habitual había sido siempre guardar, reutilizar, compartir y desarrollar en comunidad nuevas variedades de plantas. El hecho de patentar semillas ha sido visto como una amenaza a la biodiversidad y un acto de biopiratería. También se ha criticado los posibles y graves perjuicios a la salud e impacto ambiental negativo de sus productos, algunos de los cuales han sido prohibidos en Europa y otros países. El papel de Monsanto en los cambios agrícolas, los productos biotecnológicos y los grupos de presión formados en las agencias gubernamentales —casos de sobornos— para evitar mayores controles y su historia en la industria química han hecho de la compañía una empresa muy controvertida y cuestionada.

## Historia
Su fundador John Francis Queeny, un químico veterano de la industria farmacéutica, fundó la compañía con capital propio. Dio a la compañía el nombre de soltera de su esposa Olga Méndez Monsanto.
Monsanto se dedica en la actualidad[¿cuándo?] principalmente a la producción de herbicidas y de semillas genéticamente modificadas .
En sus primeros años, Monsanto distribuyó sacarina. También proveyó de edulcorantes a Coca-Cola, haciéndose uno de sus principales proveedores.
En la década de 1920, Monsanto, expandió sus negocios a la química industrial, como por ejemplo ácido sulfúrico. En la década de 1940 fabricaba plásticos, incluyendo poliestireno y fibras sintéticas.
En 1938 Monsanto adquirió a Fiberloid Corp y el 50% de Shawinigan Resins, empresas que fabricaban plásticos y resinas.
Desde entonces tuvieron negocios relacionados con Searle, quien fabricaba aspartamo (NutraSweet) pero en el 2000 Monsanto vendió esa empresa. También tuvieron un negocio enfocado a la somatotropina bovina, que fue luego vendido en 2008.
Monsanto sintetizó la hormona somatotropina bovina. Existen diversos puntos de vista respecto a este producto, ahora propiedad de Eli Lilly.
En Europa los alimentos transgénicos, principal actividad actual de Monsanto, encuentran gran resistencia entre la población y los agricultores, que no consideran probada su seguridad para la salud humana. Debido a esto y tras varios intentos fallidos Monsanto anunció en 2013 su retirada del mercado europeo salvo de tres países: España, Portugal y República Checa.
El cultivo de dichos alimentos transgénicos es prácticamente inexistente en el territorio de la Unión Europea con la única excepción de España y Rumania. En febrero de 2017, Bayer, una de las empresas químico-farmacéuticas más grandes de Europa, mostró interés en la adquisición de Monsanto, llevando a cabo la compra de la compañía en junio de 2018 y dando lugar a la mayor compañía agroalimentaria del mundo.

## Primera fabricación de LED
En 1968 se convirtió en la primera compañía en iniciar la producción en masa del primer tipo de diodo emisor de luz (visible) (LED), utilizando el arseniuro de galio fosfuro. Esto marcó el comienzo de la era que llegaría al actual LED para iluminación (muy tenue al principio). De 1968 a 1970, las ventas se duplicaron cada pocos meses. Sus productos (LED discretos y pantallas numéricas de siete segmentos) se convirtieron en los estándares de la industria. Los principales mercados fueron entonces las calculadoras electrónicas, relojes digitales y otros tipos de aplicaciones con display digital. Monsanto se convirtió en la pionera en el campo de la optoelectrónica durante la década de 1970, traspasando el lugar más tarde a HP.

## Semillas Monsanto
Monsanto patenta la mayoría de las semillas que desarrolla la compañía con la intención de recibir el pago por la inversión que fue necesaria para la creación de las semillas y para incentivar la investigación. La controversia surge cuando los agricultores reutilizan las semillas, provocando que la compañía los demande. Percy Schmeiser, un agricultor cliente de Monsanto entrevistado por Matilde Pérez de La Jornada, afirma que hacer tratos con la compañía en cuestión es demasiado caro. En la entrevista, Schmeiser comenta que un agricultor que trabaja con Monsanto además de comprar la semilla, cada año debe pagar quince dólares por acre (poco menos de media hectárea) para mantener válida la licencia del uso de la misma. De no ser así o por simplemente hablar mal de la empresa con otros agricultores, les cuesta una tercera parte o la totalidad de su cosecha.

## Controversias

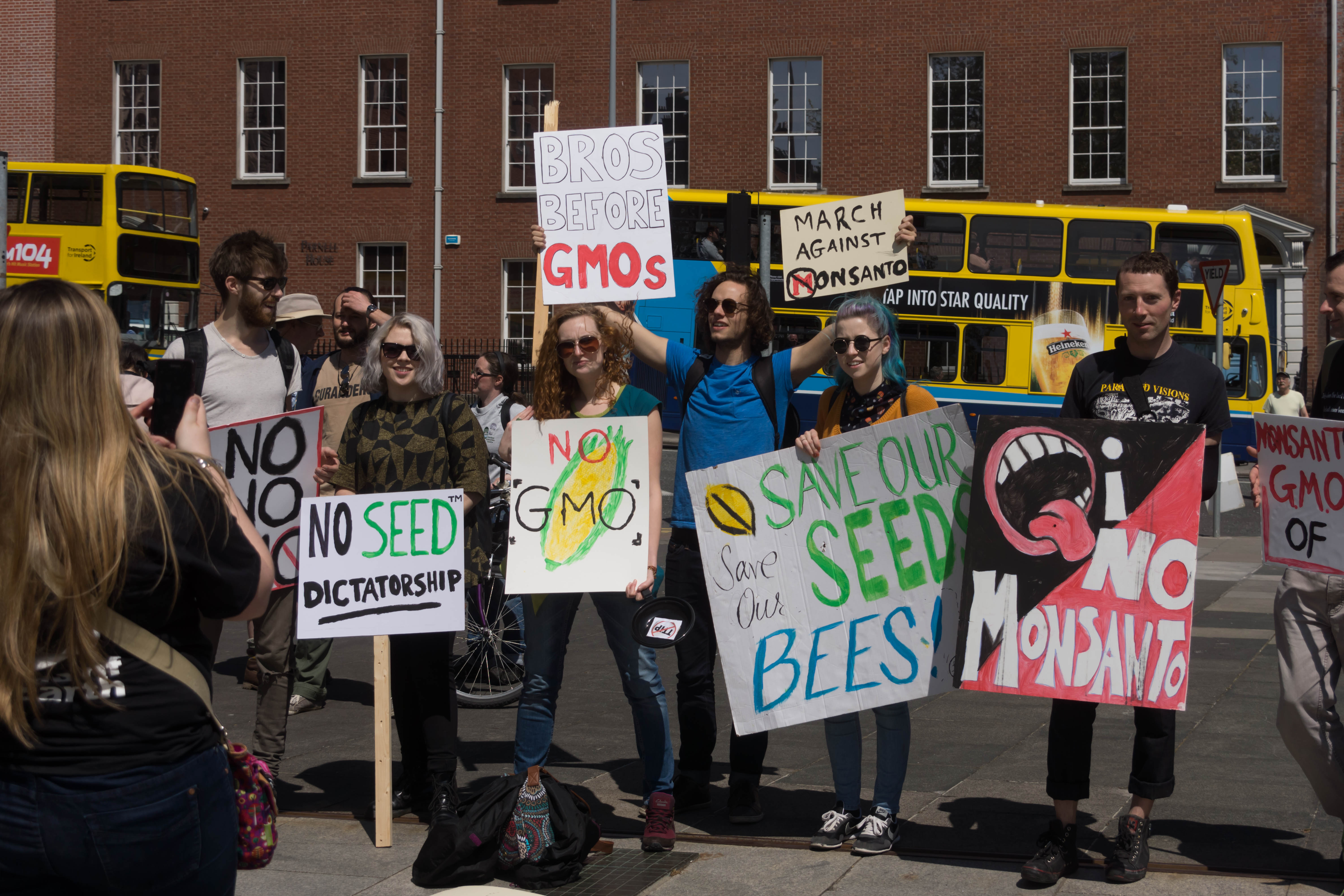
Protestas contra Monsanto

Monsanto ha sido y sigue siendo una de las empresas que ha creado más controversia a nivel mundial debido al peligro potencial de sus productos sobre la salud humana, animales, plantas y sobre el medio ambiente en general.
- En la década de los 60 Dow Chemical, Uniroyal, Hercules, Diamond Shamrock, Thompson chemical, TH y Monsanto fueron contratadas por el gobierno de Estados Unidos para producir un herbicida llamado agente naranja utilizado en la guerra de Vietnam con el fin de destruir la selva vietnamita y las cosechas privando a los vietnamitas de alimento y de vegetación donde esconderse. El agente naranja fue un potente químico que causó entre la población vietnamita unos 400.000 muertos y unos 500.000 nacimientos de niños con malformaciones, además de las bajas en el propio ejército estadounidense.[21] El gobierno de Estados Unidos ha tratado de evadir su responsabilidad fijándola en las empresas a quienes ellos utilizaron para producir este químico. El problema era que la prisa por estas empresas por producir rápidamente el herbicida y con unos costes mínimos hizo que el producto final contuviera grandes cantidades de la dioxina tetraclorodibenzodioxina, un subproducto altamente cancerígeno que además provoca malformaciones en los fetos. Esto unido a la gran capacidad del agente naranja de permanecer activo en el suelo ha provocado graves daños en las selvas de aquel país, así como generaciones de niños con malformaciones y problemas de cáncer de colon.
- Monsanto fue productor de la hormona sintética somatotropina bovina (o rBGH recombinante). Existen estudios científicos[22] que prueban que la hormona provoca cambios significativos en la biología de las vacas (mastitis, esterilidad, y un aumento de la hormona del crecimiento y de otras hormonas en la leche producida) y también existen estudios que tratan de probar lo contrario, que la hormona es inocua.[23] Debido a esta divergencia de opiniones, la leche de vacas tratadas con rGHB está permitida para su comercialización en Estados Unidos, México, Brasil, Corea, Argentina, Colombia, Egipto, Costa Rica, Emiratos Árabes Unidos, Israel, Honduras, Kenia, Jamaica, Perú, Namibia, Eslovaquia, Turquía, Sudáfrica y Zimbabue, pero está prohibida en Canadá y la Unión Europea, quienes afirman que la hormona puede causar daños no solo por los problemas ya citados, sino por la dosis extra de antibióticos que contiene la leche de las vacas tratadas con esta hormona suministrados para el tratamiento de las mastitis (infección de las mamas). Grupos de protección al consumidor en Estados Unidos pidieron que se pudiera etiquetar la leche de vacas tratadas; sin embargo, el gobierno de los Estados Unidos denegó la petición en un inicio y grupos de activistas atribuyeron esto a políticas de Monsanto, quien habla sobre esto en un comunicado.[24] La negativa del gobierno a esta iniciativa no permitía al consumidor distinguir entre una u otra leche. Después de crecientes peticiones por grupos activistas de protección al consumidor se permitió el etiquetaje de la leche de vacas no tratadas, con la condición de añadir en la etiqueta la información obtenida por los científicos de la Food and Drug Administration (FDA) quienes llegaron a la conclusión de que "la leche de vacas no tratadas con la rGHB no muestra diferencias significativas con la leche de vacas tratadas", aunque no habla de los problemas de salud derivados por la ingesta de antibióticos junto con la leche.
- En el año 2007 Monsanto fue multado por anunciar que su herbicida Roundup era biodegradable y no tóxico para los animales domésticos y los niños, y la Unión Europea ha clasificado al herbicida de Monsanto como no biodegradable.[25] aunque, Estados Unidos a través de la directiva 1999/45/EC lo clasifica como "no peligroso", existen estudios científicos recientes que prueban que el glifosato (nombre del herbicida conocido comercialmente como Roundup) no sólo es altamente persistente en el suelo,[cita requerida] sino que acelera el deterioro de la calidad del agua,[26] por lo que en ningún caso debió ser considerado como biodegradable.[cita requerida] Monsanto tuvo que retirar la palabra Biodegradable de su producto y cambiar su publicidad, para poder continuar comercializándolo. Dos trabajos realizados por la CNRS en el 2004 y 2005[27] demostraron que el compuesto activo del herbicida Roundup estaba relacionado con el cáncer causando desregulaciones en el ciclo celular[28] Las concentraciones usadas en campos de cultivo son entre 500 y 4000 veces más elevadas que la concentración mínima necesaria para causar alteraciones en el ciclo celular.
- En 1935 Monsanto absorbió a la empresa que comercializaba policloruro de bifenilo (PCB) desde 1927, Swann Chemical Company (inicialmente Anniston Ordnance Company). En su época, el PCB fue un producto útil que tenía gran estabilidad térmica biológica y química, así como una elevada constante dieléctrica. Por sus características anti-inflamables, la mayoría de los aceites dieléctricos con PCB se usaron fundamentalmente en áreas con alto riesgo de incendio, tales como plantas industriales, en transporte colectivo de tracción eléctrica (tranvías) y en la industria petroquímica; sin embargo, tras los avances de la ciencia, se prohibió el uso de PCB en 1970, tras descubrir que se trataba de un agente contaminante para el medio ambiente (según el programa de las Naciones Unidas, es uno de los doce contaminantes más nocivos fabricados por el ser humano). Su uso en agricultura e industria junto con su gran capacidad de permanecer en el medio (incluso durante siglos) hizo que este agente llegara a la hidrosfera, donde se acumuló en sedimentos fluviales y marinos. El agua es bebida por los animales, y el químico con ella; el PCB se almacena en el tejido graso animal, de peces principalmente, que luego servirán para el consumo humano. Así el químico entra en nuestra alimentación. Su toxicidad afecta a personas ya nacidas causando erupciones en la piel. El mayor problema aparece en fetos, donde este agente afecta directamente al desarrollo del sistema nervioso y, como consecuencia, a la capacidad intelectual. En EE. UU. y Canadá se ha estimado que el conjunto de población posterior a la difusión masiva de PCB ha podido nacer con entre un 5% y un 7% de disminución intelectual respecto a las generaciones anteriores, sobre todo en lo que afecta a la memoria.
- El documental El futuro de la comida hace una crítica sobre las políticas de Monsanto.[29] Monsanto ha hablado sobre muchas de las situaciones que trata el documental y también ha expuesto su punto de vista.[30] También se exponen algunas críticas sobre Monsanto en el documental La guerra de los cultivos transgénicos (2004) y The Corporation, incluyendo la polémica de Monsanto y su poder sobre los medios.
- En el documental y libro El mundo según Monsanto trata primero la historia judicial de Monsanto, especialmente lo relacionado al PCB, y luego se tratan los productos de Monsanto del agente naranja al Roundup (glifosato) y los OGM.[31]
- Monsanto y gobiernos afines se han negado a publicar o garantizar el acceso público (Transparencia) a las distintas pruebas de campo realizadas en países europeos de sus hortalizas genéticamente modificadas.[32] Las pruebas de campo consideradas fallidas por los gobiernos y por la propia Monsanto han llevado a la compañía a retirar sus campañas de promoción y a acelerar su salida parcial de la mayor parte de los mercados europeos.
- Los cables de los servicios diplomáticos estadounidenses en Europa publicados por Wikileaks dieron a conocer cómo el gobierno de Estados Unidos presionaba a la comisión europea a favor de los intereses de Monsanto apoyados por el gobierno español del entonces presidente José Luis Rodríguez Zapatero.[33]

### Condenas por soborno en Indonesia
En enero de 2005 Monsanto acordó pagar una multa de 1.5 millones de dólares por sobornar a un funcionario indonesio. Admitió que un alto directivo de la empresa ordenó a una compañía consultora indonesia dar un soborno de US$ 50.000 a un funcionario de alto nivel en el Ministerio del Ambiente de Indonesia en el 2002, a fin de evitar la evaluación del impacto ambiental sobre su algodón genéticamente modificado. Monsanto ordenó a la compañía disfrazar una factura para el soborno como "costos de consultoría". Monsanto también ha admitido pagar sobornos a varios otros altos funcionarios indonesios entre 1997 y 2002. La empresa hizo frente a cargas criminales y civiles del Ministerio de Justicia y la Comisión de Valores y Bolsas de Estados Unidos (SEC). Se acordó pagar US$ 1.000.000 al Ministerio de Justicia y US$ 500.000 al SEC para cumplir la multa de soborno y otras violaciones relacionadas.
El 5 de marzo de 2008 el acuerdo de procesamiento aplazado contra Monsanto fue negado con prejuicio (sin oposición por el Ministerio de Justicia) por la Corte de Distrito de los EE. UU. para el Distrito de Columbia, de tal modo indicando que Monsanto se había ceñido completamente con las condiciones del contrato.
Actualmente es investigada la empresa por la corte de justicia de los EE. UU.

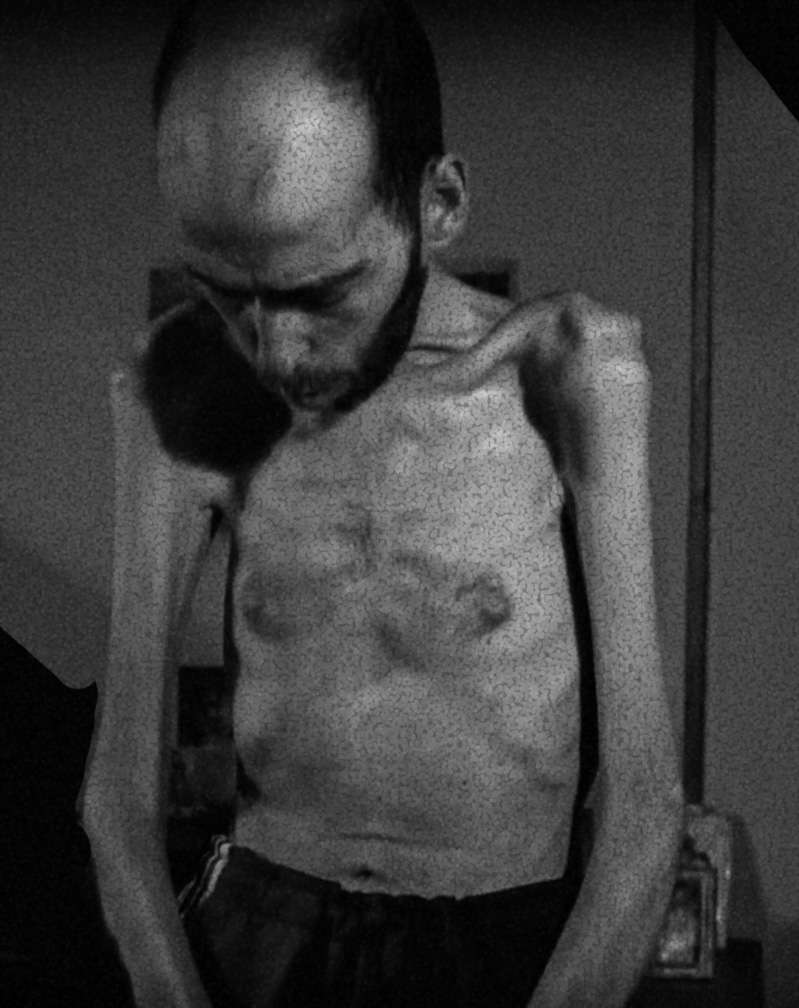
Fabian Tomasi (fumigador) usó glifosato hasta contraer una enfermedad que lo llevó a la muerte. Fue uno de los principales activistas contra Monsanto. Murió en 2018.

### Jornada Internacional contra Monsanto
El 18 de julio de 2013 se realizaron marchas y protestas contra la mayor productora mundial de semillas transgénicas y a la vez contra compañías similares, en más de 40 países del mundo y cientos de ciudades en coordinación. Los motivos fueron la falta de etiquetas a los productos transgénicos aduciendo daños a la salud humana y las prácticas abusivas presuntamente cometidas por la transnacional contra los agricultores.
Uniéndose a la jornada, el grupo de piratas informáticos Anonymous llamó a la sociedad a través de su cuenta en Twitter a “no alimentar a sus hijos con la basura de los productos modificados genéticamente”.